# Mont Nery
Mont Nery lub Becca Frudiera – szczyt w Alpach Pennińskich, części Alp Zachodnich. Leży w północnych Włoszech w regionie Dolina Aosty, blisko granicy ze Szwajcarią. Należy do masywu Monte Rosa. Szczyt można zdobyć drogą z miejscowości Challand-Saint-Anselme.
Pierwszego odnotowanego wejścia dokonali Aimé Gorret, Jean-Baptiste Bertolin i Jean Ronco 2 października 1873.